# Вилије сир Марн
Вилије сир Марн (фр. Villiers-sur-Marne) град је у Француској, у департману Долина Марне.
По подацима из 1999. године број становника у месту је био 26.632.

## Демографија
| 1962.  | 1968.  | 1975.  | 1982.  | 1990.  | 1999.  | 2011.  |
| ------ | ------ | ------ | ------ | ------ | ------ | ------ |
| 13.068 | 15.789 | 22.293 | 22.022 | 22.740 | 26.632 | 27.222 |

## Партнерски градови
- Bishop's Stortford
- Фридберг